# 長崎鼻 (千葉県)

太平洋に向かって伸びている

長崎鼻（ながさきはな）は、千葉県銚子市の最南端にあり、太平洋に突出する岬である。付近一帯は水郷筑波国定公園に含まれる。犬吠埼の南に位置するため、最も早い初日の出を拝むことができる場所でもある。海へと細く伸びる岬の先端には白い煙突のような形の長崎鼻一ノ島照射灯がそびえ立ち、少し南の岩礁の先にある一ノ島を照らしている。
観光地である犬吠埼から南に見える岬であるが、訪れる人は少なく、付近には静かな港町らしい集落がある。先端に向かってゆくと、三方を太平洋の外海に晒されるため、孤島にいるような雰囲気である。

## 設備
長崎鼻一ノ島照射灯
白塔形で不動白光、塔高21m、灯高23m
初点灯、昭和30年4月。

## 最寄の交通機関
- 銚子電気鉄道外川駅下車、徒歩約10分。

## ギャラリー

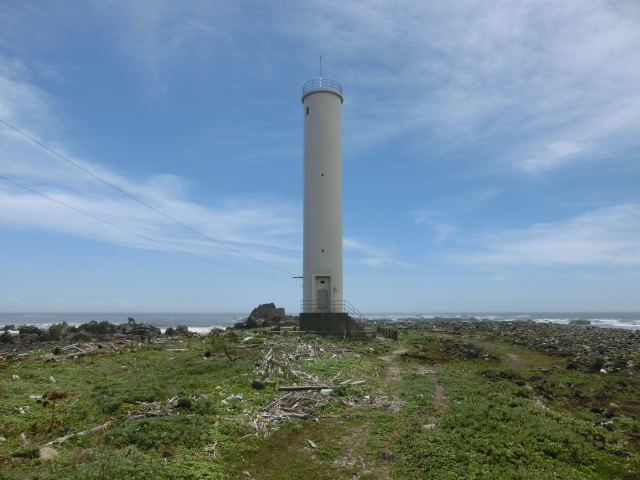
長崎鼻一ノ島照射灯全景
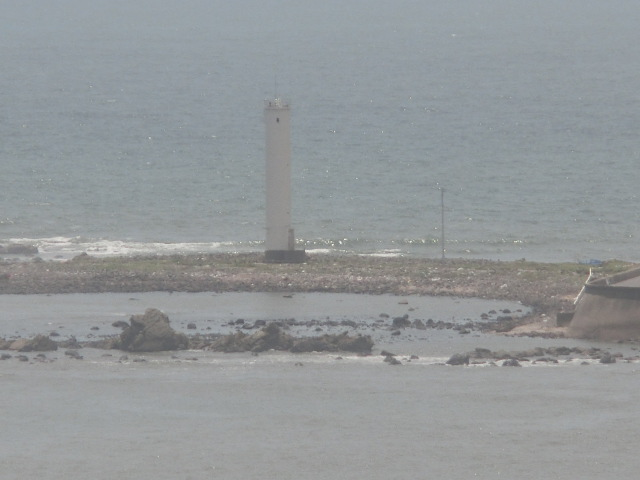
犬吠埼灯台の展望所から望む